# Бочарова, Александра Николаевна
Бочарова, Александра Николаевна (2.04.1940, Москва) — советская спортсменка по академической гребле. Двукратная чемпионка Европы в 1967 и 1969 году.Выступала в четверке парной. Окончила ГЦОЛИФК. Чемпионка СССР 1967—1970 годах. Работала преподавателем. Заслуженный мастер спорта 1970.